# Diana Veteranorum
Diana Veteranorum (hui el poble Zana Ouled Sbaa) fou una antiga ciutat romanoamaziga d'Algèria. Es trobava a 40 km al nord-oest de Lambaesis i a 85 km al sud-oest de Cirta.

## Història

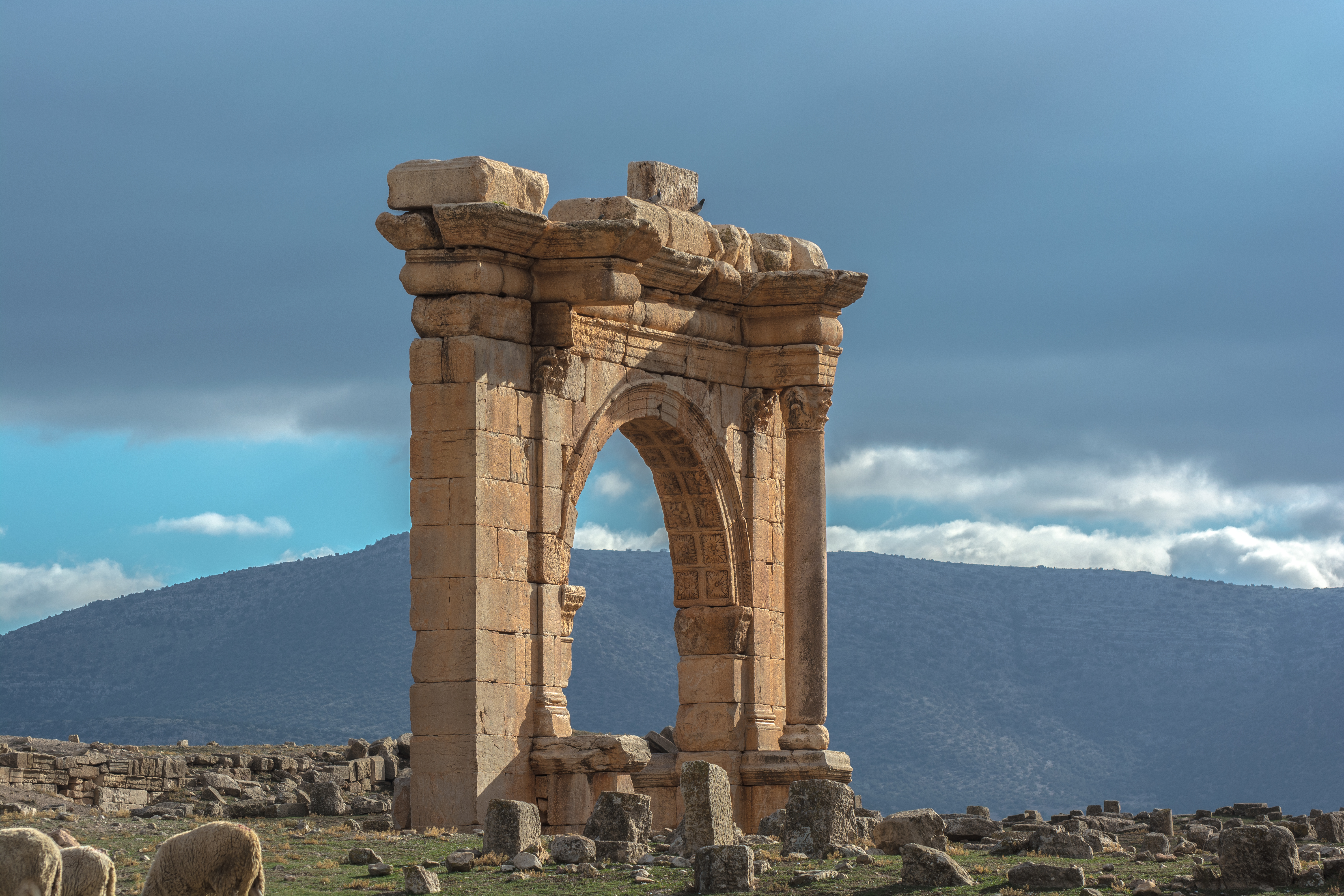
Arc de Diana Veteranorum

Diana Veteranorum es fundà per l'assentament de veterans romans de la Legió III Augusta al nord d'Àfrica sota l'emperador Trajà (98-117). Originàriament només devia ser un vicus romà amb una estació policial i un consell comunitari (descrit com a res publica Dianensium en una inscripció). Més tard esdevingué municipium, però no hi ha certesa sobre quan ocorregué. Si bé es creu que Diana Veteranorum era un municipium al 162, una inscripció descoberta més tard suggereix que ja havia ho havia sigut el 149 i Jacques Gascou conclou que la promoció degué ocórrer fins i tot durant el govern de Trajà.
En 164-165 el legat C. Maesius Picatianus va ordenar la construcció d'un arc de triomf per als emperadors Marc Aureli i Luci Ver. El 217, es va erigir un arc triomfal per a l'emperador Macrí.
Hi existí una comunitat cristiana amb bisbe des de mitjan segle iii.
En la Tabula de Peutinger, un mapa de l'Imperi Romà de finals del segle iv, la ciutat apareix com Ad Dianam. Després restà sota control de l'Imperi Romà d'Orient. Durant aquest període, la ciutat va sofrir canvis significatius, i alguns edificis romans foren reemplaçats o reutilitzats. En el fòrum es va construir una església i l'arc de triomf de Macrí s'integrà en un petit fort. En la segona meitat del segle vii, la ciutat fou capturada pel califat en expansió.

## Jaciment arqueològic
Les excavacions arqueològiques s'hi trobaren un gran fòrum rectangular pavimentat i un aqüeducte. En la zona sud-est hi ha restes d'un temple que possiblement s'havia dedicat a la dea Diana. S'hi han trobat dos arcs, el major dels quals amb tres obertures. Una inscripció indica que l'erigiren per a l'emperador Macrí al 217. També hi han aparegut altres inscripcions, i en la part occidental de la ciutat alguns mausoleus.(6)
S'hi han identificat tres edificis de l'època romana d'Orient. Un petit fort (de 20,2 m per 16 m) que s'havia unit a l'arc de Macrí, i un fort més gran (de 61 m per 53 m) a uns 100 m a l'est del fòrum. També s'hi ha trobat una església cristiana (de 33 m per 17,1 m) al damunt del fòrum.